# محمد رشيد قباني
الشيخ محمد رشيد قباني (15 سبتمبر 1942 - )، مفتي الجمهورية اللبنانية من عام 1996 إلى عام 2014. ولد في بيروت في 5 رمضان 1361هـ، والده هو الشيخ راغب القباني الحسني أحد علماء بيروت.

## التحصيل العلمي
نال الشهادة الابتدائية عام 1957، والشهادة الثانوية الشرعية في معهد أزهر لبنان عام 1962، والإجازة العالية «الليسانس» في الشريعة والقانون عام 1966 من كلية الشريعة والقانون بجامعة الأزهر في القاهرة. ودرجة التخصص «الماجستير» في الفقه المقارن عام 1968 من نفس الكلية والجامعة. كما نال الإجازة العالمية «الدكتوراه» في الفقه المُقارن عام 1976 من نفس الكلية والجامعة.

## المهام التي عمل فيها
- عمل مديرًا عامًا للأوقاف الإسلامية بعام 1978. كما عمل مدرسًا لمواد المدخل لدراسة الفقه الإسلامي وأصول الفقه وأحكام الأسرة والوقف والوصية لمدَة إثني عشر عامًا وذلك في كلية الحقوق بجامعة بيروت العربية وذلك منذ عام 1977 إلى 1989. كما عين مدرسًا للفقه وأصول الفقه الإسلامي في المعهد العالي للدراسات الإسلامية التابع لجمعية المقاصد الإسلامية في بيروت منذ عام 1982 وحتى عام 1989.
- عين عضوًا في المجمع الفقهي الإسلامي في رابطة العالم الإسلامي بمكة منذ عام 1971.
- عين أمينًا للفتوى منذ عام 1984.
- إتخذ المجلس الشرعي الإسلامي الأعلى في 13 شوال 1409هـ الموافق و18 مايو 1989 قرارًا بقيامه مقام مفتي الجمهورية إلى حين انتخاب مفتي جديد على أثر استشهاد مفتي الشيخ حسن خالد، وتولى المسؤولية إلى أن انتخب مفتيًا في 18 شعبان 1417هـ الموافق 28 ديسمبر 1996.
- بقي في منصبه حتى انتخاب مفتي جديد للجمهورية اللبنانية يوم الأحد 10 آب 2014 م الموافق له 13 شوال 1435هـ .
- وبحكم منصبه مفتيًا للجمهورية يشغل المناصب التالية:
  - رئيس المجلس الشرعي الإسلامي الأعلى.
  - رئيس مجلس القضاء الشرعي الأعلى.
  - المرجع الأعلى للأوقاف الإسلامية في لبنان.
  - الرئيس الأعلى لمؤسسات الدكتور محمد خالد الاجتماعية.
  - رئيس جامعة بيروت الإسلامية.

## مؤلفاته
- حق الطلاق في الشريعة الإسلامية - بحث مقارن.
- حد الزِنا في الشريعة الإسلامية - بحث مقارن.
- الجوائح ونظرية الظروف الطارئة في الشريعة الإسلامية - بحث مقارن.
- القواعد العامة للاقتصاد الإسلامي.
- مكانة الفقه الإسلامي في الحقوق الدولية.
- الحكمة في مخلوقات الله للإمام أبي حامد الغزالي – تحقيق.
- العملة الورقية وقيمتها الاقتصادية